# Leśniczówka Krzyżówki
Leśniczówka Krzyżówki – osada leśna w Polsce położona w województwie świętokrzyskim, w powiecie koneckim, w gminie Radoszyce.
W latach 1975–1998 miejscowość administracyjnie należała do województwa kieleckiego.